# Умол
45°22′ пн. ш. 15°18′ сх. д. / 45.36° пн. ш. 15.30° сх. д.
Умол (хорв. Umol) — населений пункт у Хорватії, в Карловацькій жупанії у складі громади Босилєво.

## Населення
Населення за даними перепису 2011 року становило 37 осіб.
Динаміка чисельності населення поселення: